# Dutch Open 2000 - Qualificazioni singolare
Le qualificazioni del singolare  del Dutch Open 2000 sono state un torneo di tennis preliminare per accedere alla fase finale della manifestazione. I vincitori dell'ultimo turno sono entrati di diritto nel tabellone principale. In caso di ritiro di uno o più giocatori aventi diritto a questi sono subentrati i lucky loser, ossia i giocatori che hanno perso nell'ultimo turno ma che avevano una classifica più alta rispetto agli altri partecipanti che avevano comunque perso nel turno finale.
Le qualificazioni del torneo Dutch Open 2000 prevedevano 32 partecipanti di cui 4 sono entrati nel tabellone principale.

## Teste di serie
1. Stefano Tarallo (primo turno)
2. Marcelo Charpentier (primo turno)
3. Oliver Gross (secondo turno)
4. Guillermo Coria (primo turno)

1. Irakli Labadze (primo turno)
2. Lars Burgsmüller (secondo turno)
3. Rogier Wassen (primo turno)
4. Sergio Roitman (Qualificato)

## Qualificati
1. Sergio Roitman
2. Adrián García

1. Nikolaj Davydenko
2. Rodolphe Cadart

## Tabellone

### Legenda
| - Q = Qualificato - WC = Wild card - LL = Lucky loser | - ALT = Alternate - SE = Special Exempt - PR = Protected Ranking | - w/o = Walkover - r = Ritirato - d = Squalificato |

### Sezione 1
|  | Primo turno          | Primo turno          | Primo turno          | Primo turno | Primo turno |  |  | Secondo turno     | Secondo turno     | Secondo turno     | Secondo turno  | Secondo turno  |   |   | Ultimo turno | Ultimo turno      | Ultimo turno      | Ultimo turno | Ultimo turno |  |
|  |                      |                      |                      |             |             |  |  |                   |                   |                   |                |                |   |   |              |                   |                   |              |              |  |
|  |                      | Daniel Caracciolo    | Daniel Caracciolo    | 7           | 6           |  |  |                   |                   |                   |                |                |   |   |              |                   |                   |              |              |  |
|  | 1                    | Stefano Tarallo      | Stefano Tarallo      | 64          | 3           |  |  | Daniel Caracciolo | Daniel Caracciolo | Daniel Caracciolo | 6              | 6              |   |   |              |                   |                   |              |              |  |
|  | Denis Golovanov      | Denis Golovanov      | 6                    | 6           | 6           |  |  | Denis Golovanov   | Denis Golovanov   | Denis Golovanov   | 3              | 3              |   |   |              |                   |                   |              |              |  |
|  | Tapio Nurminen       | Tapio Nurminen       | 7                    | 4           | 1           |  |  |                   |                   |                   |                |                |   |   |              | Daniel Caracciolo | Daniel Caracciolo | 1            | 2            |  |
|  | Nicolas Thomann      | Nicolas Thomann      | Nicolas Thomann      | 7           | 6           |  |  |                   |                   | 8                 | Sergio Roitman | Sergio Roitman | 6 | 6 |              |                   |                   |              |              |  |
|  | Melvyn Op Der Heijde | Melvyn Op Der Heijde | Melvyn Op Der Heijde | 68          | 2           |  |  |                   | Nicolas Thomann   | 6                 | 5              | 2              |   |   |              |                   |                   |              |              |  |
|  | 8                    | Sergio Roitman       | Sergio Roitman       | 6           | 6           |  |  | 8                 | Sergio Roitman    | 2                 | 7              | 6              |   |   |              |                   |                   |              |              |  |
|  |                      | James Greenhalgh     | James Greenhalgh     | 2           | 3           |  |  |                   |                   |                   |                |                |   |   |              |                   |                   |              |              |  |

### Sezione 2
|  | Primo turno        | Primo turno         | Primo turno        | Primo turno | Primo turno |  |  | Secondo turno      | Secondo turno      | Secondo turno  | Secondo turno | Secondo turno |   |   | Ultimo turno | Ultimo turno | Ultimo turno | Ultimo turno | Ultimo turno |  |
|  |                    |                     |                    |             |             |  |  |                    |                    |                |               |               |   |   |              |              |              |              |              |  |
|  |                    | Jurij Ščukin        | 6                  | 4           | 6           |  |  |                    |                    |                |               |               |   |   |              |              |              |              |              |  |
|  | 2                  | Marcelo Charpentier | 3                  | 6           | 3           |  |  | Jurij Ščukin       | Jurij Ščukin       | Jurij Ščukin   | 6             | 6             |   |   |              |              |              |              |              |  |
|  | Johan Örtegren     | Johan Örtegren      | Johan Örtegren     | 6           | 7           |  |  | Johan Örtegren     | Johan Örtegren     | Johan Örtegren | 0             | 0             |   |   |              |              |              |              |              |  |
|  | Sjors Lemmens      | Sjors Lemmens       | Sjors Lemmens      | 4           | 5           |  |  |                    |                    |                |               |               |   |   | Jurij Ščukin | Jurij Ščukin | Jurij Ščukin | 4            | 2            |  |
|  | Melle Van Gemerden | Melle Van Gemerden  | Melle Van Gemerden | 6           | 7           |  |  |                    |                    | Adrián García  | Adrián García | Adrián García | 6 | 6 |              |              |              |              |              |  |
|  | Maarten Paas       | Maarten Paas        | Maarten Paas       | 4           | 62          |  |  | Melle Van Gemerden | Melle Van Gemerden | 6              | 2             | 1             |   |   |              |              |              |              |              |  |
|  |                    | Adrián García       | 4                  | 6           | 6           |  |  | Adrián García      | Adrián García      | 1              | 6             | 6             |   |   |              |              |              |              |              |  |
|  | 7                  | Rogier Wassen       | 6                  | 3           | 1           |  |  |                    |                    |                |               |               |   |   |              |              |              |              |              |  |

### Sezione 3
|  | Primo turno         | Primo turno         | Primo turno         | Primo turno | Primo turno |  |  | Secondo turno     | Secondo turno     | Secondo turno     | Secondo turno     | Secondo turno     |   |   | Ultimo turno    | Ultimo turno    | Ultimo turno    | Ultimo turno | Ultimo turno |  |
|  |                     |                     |                     |             |             |  |  |                   |                   |                   |                   |                   |   |   |                 |                 |                 |              |              |  |
|  | 3                   | Oliver Gross        | Oliver Gross        | 6           | 6           |  |  |                   |                   |                   |                   |                   |   |   |                 |                 |                 |              |              |  |
|  |                     | Janne Ojala         | Janne Ojala         | 2           | 2           |  |  | 3                 | Oliver Gross      | Oliver Gross      | 2                 | 4                 |   |   |                 |                 |                 |              |              |  |
|  | Kim Tiilikainen     | Kim Tiilikainen     | Kim Tiilikainen     | 6           | 6           |  |  |                   | Kim Tiilikainen   | Kim Tiilikainen   | 6                 | 6                 |   |   |                 |                 |                 |              |              |  |
|  | Jean-Michel Péquery | Jean-Michel Péquery | Jean-Michel Péquery | 4           | 2           |  |  |                   |                   |                   |                   |                   |   |   | Kim Tiilikainen | Kim Tiilikainen | Kim Tiilikainen | 2            | 2            |  |
|  | Rodrigo Cerdera     | Rodrigo Cerdera     | Rodrigo Cerdera     | 7           | 6           |  |  |                   |                   | Nikolaj Davydenko | Nikolaj Davydenko | Nikolaj Davydenko | 6 | 6 |                 |                 |                 |              |              |  |
|  | Paul Logtens        | Paul Logtens        | Paul Logtens        | 5           | 2           |  |  | Rodrigo Cerdera   | Rodrigo Cerdera   | Rodrigo Cerdera   | Rodrigo Cerdera   |                   |   |   |                 |                 |                 |              |              |  |
|  |                     | Nikolaj Davydenko   | Nikolaj Davydenko   | 6           | 6           |  |  | Nikolaj Davydenko | Nikolaj Davydenko | Nikolaj Davydenko | Nikolaj Davydenko | W-O               |   |   |                 |                 |                 |              |              |  |
|  | 5                   | Irakli Labadze      | Irakli Labadze      | 4           | 3           |  |  |                   |                   |                   |                   |                   |   |   |                 |                 |                 |              |              |  |

### Sezione 4
|  | Primo turno       | Primo turno                       | Primo turno       | Primo turno | Primo turno |  |  | Secondo turno                     | Secondo turno                     | Secondo turno                     | Secondo turno   | Secondo turno   |   |   | Ultimo turno                      | Ultimo turno                      | Ultimo turno                      | Ultimo turno | Ultimo turno |  |
|  |                   |                                   |                   |             |             |  |  |                                   |                                   |                                   |                 |                 |   |   |                                   |                                   |                                   |              |              |  |
|  |                   | Manuel-Angel Sala-Martin De Rueda | 7                 | 65          | 6           |  |  |                                   |                                   |                                   |                 |                 |   |   |                                   |                                   |                                   |              |              |  |
|  | 4                 | Guillermo Coria                   | 5                 | 7           | 3           |  |  | Manuel-Angel Sala-Martin De Rueda | Manuel-Angel Sala-Martin De Rueda | Manuel-Angel Sala-Martin De Rueda | 6               | 6               |   |   |                                   |                                   |                                   |              |              |  |
|  | Jerome Hanquez    | Jerome Hanquez                    | Jerome Hanquez    | 6           | 6           |  |  | Jerome Hanquez                    | Jerome Hanquez                    | Jerome Hanquez                    | 3               | 3               |   |   |                                   |                                   |                                   |              |              |  |
|  | Andrés Schneiter  | Andrés Schneiter                  | Andrés Schneiter  | 2           | 4           |  |  |                                   |                                   |                                   |                 |                 |   |   | Manuel-Angel Sala-Martin De Rueda | Manuel-Angel Sala-Martin De Rueda | Manuel-Angel Sala-Martin De Rueda | 62           | 0            |  |
|  | Rodolphe Cadart   | Rodolphe Cadart                   | Rodolphe Cadart   | 7           | 6           |  |  |                                   |                                   | Rodolphe Cadart                   | Rodolphe Cadart | Rodolphe Cadart | 7 | 6 |                                   |                                   |                                   |              |              |  |
|  | Mattias Hellstrom | Mattias Hellstrom                 | Mattias Hellstrom | 64          | 1           |  |  |                                   | Rodolphe Cadart                   | Rodolphe Cadart                   | 6               | 6               |   |   |                                   |                                   |                                   |              |              |  |
|  | 6                 | Lars Burgsmüller                  | 6                 | 6           | 6           |  |  | 6                                 | Lars Burgsmüller                  | Lars Burgsmüller                  | 4               | 3               |   |   |                                   |                                   |                                   |              |              |  |
|  |                   | Jan Hermansson                    | 7                 | 3           | 1           |  |  |                                   |                                   |                                   |                 |                 |   |   |                                   |                                   |                                   |              |              |  |